# Vittorio Polacco
Moisè Raffael Vittorio Polacco (Padova, 10 maggio 1859 – Roma, 7 giugno 1926) è stato un giurista e politico italiano.

## Biografia
Laureatosi nel 1885 a Padova (dove conobbe l'amico Bartolomeo Dusi), divenne ordinario di diritto civile a Modena dal 1886 al 1918 e nella sua città dal 1888 al 1918. Fu in seguito titolare di diritto civile a Roma e dal 1905 al 1910 rettore dell'ateneo di Padova.
Fece parte dei consigli superiori della pubblica istruzione e di assistenza e beneficenza pubblica e delle commissioni per la riforma della legislazione di diritto privato, per lo studio delle riforme in materia di cittadinanza, per la riforma della legge sul diritto d'autore e per la riforma del codice civile.
Membro dell'Istituto veneto di scienze, lettere ed arti di Venezia e dell'Accademia dei Lincei, fu nominato senatore a vita nel 1910.
Fu professore del celebre avvocato Francesco Carnelutti che si laureò a Padova.
Mario Recanati,  pioniere del cinema italiano, era suo nipote.